# Замятин, Герман Андреевич
Ге́рман Андре́евич Замя́тин (17 февраля [1 марта] 1882, Слободской, Вятская губерния — 2 января 1953, Молотов) — российский историк, краевед. Доктор исторических наук (1943), профессор, заведующий кафедрой всеобщей истории Молотовского пединститута, профессор историко-филологического факультета Молотовского университета (1942-1947). Один из крупнейших специалистов по истории российско-шведских отношений начала XVII века. Основой исторических исследований Замятина служил архив Делагарди.

## Биография

### Детство
Герман Замятин родился 17 февраля (1 марта) 1882 года в городе Слободском Вятской губернии в семье протоиерея, краеведа Андрея Замятина (1852—1913). Отец Германа Замятина преподавал в женской гимназии, был членом Вятской учёной архивной комиссии и одним из авторов губернских «Памятных книжек» и «Календарей».
С детства увлекался историей. В автобиографических заметках 1947 года писал:
Симпатии к исторической науке были весьма распространены в нашей семье, и склонность к ней у меня пробудилась уже в средней школе.

### Юрьевский и Петербургский университет
После окончания Вятской духовной семинарии, отказавшись от церковной карьеры, в 1902 году поступил на историко-филологический факультета Юрьевского университета, где слушал лекции видных учёных своего времени — Е. Ф. Шмурло (русская история), М. А. Дьяконова (история русского права), А. Н. Ясинского (история средних веков), П. Н. Ардашева (новая история), М. Н. Крашенинникова (классическая филология), Якоба Озе (философия).
На первом курсе Юрьевского университета принял важное жизненное решение посвятить себя науке:
Думаю, что решающее влияние на мой выбор профессии оказал 100-летний юбилей Юрьевского университета в 1902 г., на который я попал, будучи студентом первого курса историко-филологического факультета. Тогда я впервые увидел виднейших ученых России и Запада.
В 1904 году был награждён золотой медалью за конкурсное сочинение «Русский театр в эпоху Петра Великого». В 1906 году, из-за закрытия Юрьевского университета в связи с революционными выступлениями студентов на полтора года, перевёлся в Петербургский университет, который окончил в 1907 году с дипломом первой степени.

### Петербургский Археологический институт и начало научной карьеры в Юрьеве
С 1907-го по 1909 год учился в Петербургском Археологическом институте, который окончил со званием действительного члена. В 1909 году был избран действительным членом Русского географического общества. В том же году вернулся в Юрьевский университет для подготовки к профессорскому званию при кафедре всеобщей истории, но был вынужден прервать научную работу из-за угрозы слепоты. Некоторое время думал о смене профессии. В 1912 году выдержал устные испытания на степень магистра и приступил к работе над диссертацией о русско-шведских отношениях начала XVII века. Интерес к этой теме был вызван в том числе тем, что в Рукописном отделе библиотеки Юрьевского университета хранилась часть семейного архива Делагарди, документы которого могли стать основой источниковой базы диссертации. Внимание Замятина на этот архив обратил его вятский земляк Д. К. Зеленин, впоследствии выдающийся этнограф. Архивом Делагарди Замятин занимался до конца жизни.
В 1912 году открыл ряд документов по истории русско-шведских отношений начала XVII века, подготовил их по предложению С. Ф. Платонова для публикации в «Русской исторической библиотеке», но этот том не был издан.
К празднованию юбилея династии Романовых в 1913 году опубликовал и представил на защиту первую научную работу dissertatio pro venia legendi о событиях начала XVII века. В сентябре 1913 года стал приват-доцентом по кафедре всеобщей истории (в 1917-м — доцентом по той же кафедре). До 1918 года читал основной курс лекций по истории церкви, а также по методологии истории. Одновременно исполнял обязанности библиотекаря в университетской библиотеке. В октябре 1913 года был принят в действительные члены Тихвинского отделения Новгородского общества любителей древности.

### Первая мировая война
Начиная с августа 1915 года архив Делагарди несколько раз эвакуировался, что затрудняло научную работу Замятина. В 1918 году он завершил работу над магистерской диссертацией «Из истории борьбы Швеции и Польши за московский престол в начале XVII в.», однако защита не состоялась из-за оккупации немцами Тарту. Юрьевский университет был объявлен немецким, всем русским преподавателям и студентам было предложено уехать в Россию.

### Воронеж
В мае 1918 года был организован Воронежский университет, основу которого составили преподаватели (в числе которых был Замятин), библиотека, научное оборудование Юрьевского университета. Осенью 1919 года к Воронежу подошли белые войска, и Замятин до 1921 года уехал в Вятку, где работал в институте народного образования. После возвращения в Воронежский университет стал профессором кафедры всеобщей истории при факультете общественных наук. В 1921 году защитил магистерскую диссертацию.

#### Арест
В 1929 году в результате борьбы с «узким академизмом» Замятин был уволен из университета и перешёл работать в Областное архивное бюро. В 1930 году был арестован по «делу» «Воронежской областной монархической контрреволюционной организации „Краеведы“», связанной с «монархической организацией» в Академии наук СССР во главе с С. Ф. Платоновым. В июне 1931 года был заочно приговорен коллегией ОГПУ к трем годам лагерей.

### После освобождения
В 1933 году был досрочно освобождён. В 1934 году командирован для чтения лекций по древней истории в Орловский педагогический институт. В том же 1934 году был переведён в открывшийся Курский педагогический институт, откуда был направлен на курсы повышения квалификации преподавателей истории в Ленинградский педагогический институт имени А. И. Герцена. В 1935 году был уволен из Курского педагогического института и устроился в Курскую областную библиотеку. Вскоре переехал в Сталинград, где работал в педагогическом институте и институте повышения кадров народного образования.

### Пермь
В 1938 году был принят на работу в Пермский педагогический институт, где с 1940 года до выхода на пенсию в 1951 году возглавлял кафедру всеобщей истории и был редактором «Ученых записок». Во время Второй мировой войны читал лекции в воинских частях, госпиталях, агитпунктах и работал по совместительству на историко-филологическом факультете Молотовского государственного университета (1942—1947). Был награждён медалью «За доблестный труд в Великой Отечественной войне 1941—1945 гг.», получил звание «Отличник народного просвещения РСФСР». В 1943 году защитил в МГУ докторскую диссертацию «Очерки по истории шведской интервенции в Московское государство начала XVII века». Оппонентами на защите выступили Е. В. Тарле и С. Н. Валк.
Умер 2 января 1953 года, похоронен в Перми на Южном кладбище.

### Труды Германа Замятина

#### Опубликованные

##### Книги
- Замятин Г. А. Исторический очерк возникновения в г. Слободском общественного Анфилатова банка. — Юрьев, 1909.
- Замятин Г. А. Ксенофонт Алексеевич Анфилатов. Очерк его жизни и деятельности. — СПб., 1910.
- Замятин Г. А. К вопросу об избрании Карла Филиппа на русский престол (1611—1616). — Юрьев, 1913.
- Замятин Г. А. Протоиерей О. Андрей Алексеевич Замятин. — Вятка, 1914.
- Замятин Г. А. Минин и Пожарский. — Молотов: ОГИЗ, Молотовское областное издательство, 1942.
- Замятин Г. А. Россия и Швеция в начале XVII в.: Очерки военно-политической истории / Сост. Г. М. Коваленко. — СПб., 2008.

##### Статьи
- Замятин Г. А. Праздник в мире науки // Приложение к Вятским губернским ведомостям. — 1903. — № 4, 9.
- Замятин Г. А. Грамота на учреждение в г. Слободском общественного Анфилатова банка // Труды Вятской ученой архивной комиссии (ВУАК). — 1907. — Вып. 1.
- Замятин Г. А. Из переписки К. А. Анфилатова с гр. П. П. Румянцевым // Труды Вятской ученой архивной комиссии (ВУАК). — 1907. — Вып. 3—4.
- Замятин Г. А. Царские грамоты, приказные памяти и иные акты, относящиеся к истории Вятского края в XVII в. // Труды Вятской ученой архивной комиссии (ВУАК). — Вятка, 1909. — Вып. 2—3.
- Замятин Г. А. Царские грамоты, приказные памяти и иные акты, относящиеся к истории Вятского края в XVII в. // Труды Вятской ученой архивной комиссии (ВУАК). — Вятка, 1910. — Вып. 1.
- Замятин Г. А. «Новый летописец» о сношениях между Ярославлем и Новгородом в 1612 г. // ЖМНП. — 1914. — Вып. 3.
- Замятин Г. А. Опись дел и имущества Вятской земской избы 1702 г. // Труды Вятской ученой архивной комиссии (ВУАК). — 1914. — Вып. 1.
- Замятин Г. А. Два документа к истории Земского собора 1613 г. // Труды Воронежского государственного университета. — Воронеж, 1925. — Т. 1.
- Замятин Г. А. К истории Земского собора 1616 г. // Труды Воронежского государственного университета. — Воронеж, 1926. — Т. 3.
- Замятин Г. А. О связях русского театра начала XVIII в. с немецким // Известия АН СССР. Отделение общественных наук. — 1933. — № 10.
- Замятин Г. А. Походы шведов в Поморье в начале 17 в. // Учёные записки Пермского ГПИ  / Исторический факультет. — Пермь, 1941. — Вып. 8.
- Замятин Г. А. [Рец. на кн.: И.П. Шакскольский. Шведская интервенция в Карелии в начале XVII в.] // Вопросы истории. — 1951. — № 6. — С. 115—118.
- Замятин Г. А. «Псковское сиденье» (Героическая оборона Пскова в 1615 г.) // Исторические записки. — 1952. — Вып. 40.
- Г. А. Замятин. Борьба за унию Новгорода со Швецией в 1614 году // Новгородский исторический сборник / Вел. Новгород, 2014

#### Неопубликованные
- История создания Воронежского университета. 1928. 159 стр. // ОР РГБ. Ф. 618. Карт. 4. № 4.
- Образование Пермского педагогического института. 1945.
- Очерки по истории шведской интервенции в Московском государстве в начале XVII в. Диссертация … докт. ист. наук. Молотов, 1942. 444 л. // ОР РГБ. Ф. 618. Карт. 2. № 3; РГБ. Дд 48/104; микрофильм: Ф 1-53/3341.
- К истории унии Новгорода со Швецией (упом. в письме: ОПИ НГМОМЗ. № 3825).
- К вопросу о шведской интервенции XVII в. Очерк военных операций шведов с конца июля 1611 г. до 1613 г. с картой (упом. в письме: ОПИ НГМ, № 3852).
- Военные операции Ханса Мунка в Московском государстве в 1611—1612 гг. и контрмеры Первого и Второго ополчений. 1940-е гг. 229 л. // ОР РГБ. Ф. 618. Картон 2. № 1.
- Выступление новгородцев против первого царя из дома Романова в 1613 г. // ОР РГБ. Ф. 618. Карт. 3. №. 1. 74 л. (упом. в письме: ОПИ НГМОМЗ. № 3853, 3854).
- Сборник документов: Материалы по освобождению Новгорода из — под власти шведов в начале XVII в.
- Борьба русских городов за освобождение из-под власти шведов в 1613—1614 гг. (упом. К. Н. Сербиной, где именно находится эта работа, выяснить не удалось).
- Образование Пермского педагогического института. 1945. // ОР РГБ?
- Архив Делагарди и его значение для истории СССР. 1952. 149 л. // ОР РГБ. Ф. 618. Карт. 1. № 1.
- Материалы по истории освобождения Новгорода из-под власти шведов. Документы ЦГАДА и ГАШ (Государственного архива Швеции). 359 л. // ОР РГБ. Ф. 618. Карт. 3. № 4.

## Комментарии
1. ↑  Для получения права чтения лекций.